# جيري كيلي (لاعب كرة سلة)
جيري كيلي (14 يونيو 1918 بنيويورك في الولايات المتحدة - 23 يوليو 1996 في الولايات المتحدة) (بالإنجليزية: Jerry Kelly)‏ هو لاعب كرة سلة أمريكي في مركز هجوم صغير الجسم. لعب مع بوسطن سيلتكس وبروفيدنس ستيمرولرز وPaterson Crescents ‏.

## وصلات خارجية
- جيري كيلي على موقع إن بي أي (الإنجليزية)
- جيري كيلي على موقع سبورتس رفرنس (الإنجليزية)
- جيري كيلي على موقع ريلجم (الإنجليزية)
- جيري كيلي على موقع بروبوليرز (الإنجليزية)